# Museo Arqueológico de Kayseri
El Museo Arqueológico de Kayseri (en turco, Kayseri Arkeoloji Müzesi) es uno de los museos arqueológicos de Turquía. Está ubicado en la ciudad de Kayseri, situada en la provincia de su mismo nombre.

## Historia
Creado en 1930 en la madrasa Hunat Hatun, funcionó como un almacén de piezas arqueológicas entre esa fecha y 1937. En 1938 se abrió al público. En 1965 se construyó un nuevo edificio, ante la necesidad de un espacio mayor por el aumento del número de objetos recopilados tanto de donaciones como de compras y de excavaciones arqueológicas. La apertura de este nuevo edificio se produjo en 1969. Posteriormente, la sede fue trasladada al castillo de Kayseri, que fue inaugurado como museo en 2019.

## Exposición
El museo expone una serie de objetos arqueológicos ordenados cronológicamente, desde el calcolítico hasta el periodo otomano. A la Edad del Bronce pertenecen diversas piezas de cerámica, estatuillas de ídolos y de divinidades femeninas. Otros objetos de esta época se asocian a las colonias comerciales asirias y al imperio hitita. Muchas piezas de estos periodos históricos, que incluyen recipientes de cerámica de muy diferentes formas, armas, sellos, herramientas de metal, relieves e inscripciones cuneiformes, proceden del yacimiento arqueológico de Kültepe. También hay hallazgos procedentes de ajuares funerarios de diferentes lugares situados en torno a Kayseri. Otras obras escultóricas, objetos de vidrio, cerámica y metal pertenecen a los periodos neohitita, frigio, arcaico, clásico, helenístico, romano, bizantino y selyúcida. También hay una sección numismática. Entre las piezas singulares más destacables están las estelas de Kululu, del periodo neohitita y el «sarcófago de Heracles», de época romana.
|                                              |
| Estatuilla de un ídolo de la Edad del Bronce |

|                              |
| Una de las estelas de Kululu |

|                                        |
| Objeto de marfil procedente de Kültepe |

|                            |
| El «sarcófago de Heracles» |